# Semele (thần thoại)
Semele (/ˈsɛmɪli/; tiếng Hy Lạp cổ: Σεμέλη, đã Latinh hoá: Semélē) hay Thyone (/ˈθaɪəni/; tiếng Hy Lạp cổ: Θυώνη, đã Latinh hoá: Thyṓnē) trong thần thoại Hy Lạp là con gái út của Cadmus và Harmonia. Bà cũng là mẹ của thần rượu nho Dionysus, người con của bà với thần Zeus.
Những yếu tố từ việc thờ phụng thần Dionysus và Semele bắt nguồn từ người xứ Phrygia. Những yếu tố này đã được những người Hy Lạp tới xâm lược và trở thành thực dân thay đổi, mở rộng và làm lại rất công phu.   
Nhà sử học Herodotus (c. 484–425 BC) người dân tộc Dorian, sinh ra ở thành Halicarnassus dưới Đế chế Achaemenid đã đưa ra dị bản về câu chuyện của Cadmus, ước tính rằng Semele sống vào khoảng 1.000 hoặc 1.600 năm trước chuyến viếng thăm Tyre vào năm 450 TCN khi kết thúc Chiến tranh Hy Lạp-Ba Tư (499–449 TCN) hoặc khoảng năm 2050 hoặc 1450 TCN. Trong văn hóa La Mã, nữ thần Stimula chính là Semele.